# Йордан Русков
Йордан Русков е български поет и дисидент от Пловдив.

## Биография
Роден е в Плевен през 1926 г. в семейство на бъчвар. Израства и живее в Пловдив, където завършва гимназия през 1944 г. Още като ученик сътрудничи на списанията „Детски живот“, „Светулка“, „Другарче“ и „Простори“. Първите си стихове за възрастни печата също като гимназист в сп. „Българска реч“, в. „Вечер“ и др. Работи като общински служител и библиотекар в градската библиотека.
Вдъхновен от бунта през 1956 г. в Унгария, написва стихотворението „Зов за свобода“, призоваващо към борба за демокрация. След двегодишно издирване през 1958 г. е арестуван и после е осъден на 7 г. затвор за подстрекателство към бунт и обида на държавата. Излежава само 3,5 г. от присъдата, но до 1989 г. не му е позволено да издава творбите си.
Години след прекъснатото му следване завършва Държавния библиотекарски институт и работи десетилетия като училищен библиотекар.
Умира през 2010 г. в Пловдив.

## Отличия
- Носител на наградата „Пловдив“ за 1991 г.
- През 2001 г. е удостоен с орден „Стара планина“.[2]
- Във връзка с 50-годишнината от бунта в Унгария е награден с най-високото унгарско отличие „Рицарски орден за храброст“ от Ласло Шойом.[3]
- Почетен гражданин на Пловдив (2001).

## Посмъртно признание
През май 2017 г. е открит барелеф в Пловдив.